# Lê Khả Phiêu
 (août 2020).
Si vous disposez d'ouvrages ou d'articles de référence ou si vous connaissez des sites web de qualité traitant du thème abordé ici, merci de compléter l'article en donnant les références utiles à sa vérifiabilité et en les liant à la section « Notes et références ».
Lê Khả Phiêu est un homme politique vietnamien, né le 27 décembre 1931 à Đông Khê, Đông Sơn, dans la province de Thanh Hóa, et mort le 7 août 2020 à Hà Nôi.

## Biographie
Il est le commissaire politique du corps expéditionnaire vietnamien qui chasse les Khmers rouges de Phnom Penh en 1979.
Lê Khả Phiêu est le secrétaire général du Parti communiste vietnamien de décembre 1997 à avril 2001.
Il meurt le 7 août 2020 à l’hôpital à Hà Nôi, des suites d’un cancer généralisé, à l’âge de 88 ans,.